# Harry Hay
Henry "Harry" Hay Jr. (Worthing, Sussex, Engleska, 7. travnja 1912. – San Francisco, Kalifornija, SAD, 24. listopada 2002.) bio je istaknuti američki aktivist za prava homoseksualaca, komunist i sindikalist. Bio je suosnivač Mattachine Society, prve grupe za prava homoseksualaca u SAD-u, kao i Radical Faeries, slabo povezanog homoseksualnog duhovnog pokreta.
Rođen u obitelji više srednje klase u Engleskoj, Hay je odrastao u Čileu i Kaliforniji. Od malih nogu priznao je svoju istospolnu seksualnu privlačnost i došao pod utjecaj marksizma. Kratko studirajući na Sveučilištu Stanford, kasnije je postao profesionalni glumac u Los Angelesu, gdje se pridružio Komunističkoj partiji SAD-a, postajući angažirani aktivist u lijevoj radničkoj i antirasističkoj kampanji. Kao rezultat društvenog pritiska, pokušao je postati heteroseksualac oženivši se ženskom aktivistkinjom stranke iz 1938. godine, s kojom je usvojio dvoje djece. Shvatio je da je ostao homoseksualac, pa je njegov brak završio i 1950., nakon čega osniva Mattachine Society. Iako je bio uključen u kampanje za prava homoseksualaca, dao je ostavku na članstvo u Društvu 1953. godine.
Hay je vjerovao u status kulturne manjine homoseksualaca, što ga je navelo da zauzme stav protiv asimilacionizma koji je zagovarala većina boraca za prava homoseksualaca. Nakon toga je postao suosnivač podružnice Gay Liberation Fronta u Los Angelesu 1969. godine, iako se 1970. preselio u Novi Meksiko sa svojim dugogodišnjim partnerom Johnom Burnsideom. Stalno zanimanje Haya za religiju američkih Indijanaca dovelo je do toga da je par 1979. godine zajedno s Donom Kilhefnerom i Mitchellom L. Walkerom osnovao Radical Faeries. Vraćajući se u Los Angeles, Hay je tijekom cijelog života ostao uključen u niz aktivističkih razloga i postao je poznati, iako kontroverzni, jedan od vođa unutar homoseksualne zajednice u zemlji. Hay je opisan kao "osnivač modernog gay pokreta" i "otac gay oslobođenja".
Kontroverzni detalj iz njegovog života je aktivno podupiranje Sjevernoameričko udruženje ljubavi muškaraca/dječaka (NAMBLA), organizaciju zagovaranja pedofilije. Prosvjedovao je protiv skupine kojoj je zabranjena povorka ponosa, noseći znak koji prosvjeduje protiv zabrane tijekom Los Angeles Pridea 1986. i bojkotirajući New York Pride 1994. zbog odbijanja da uključi NAMBLA-u. Podržao je odnose između odraslih muškaraca i dječaka s trinaest godina. i govorio je na nekoliko sastanaka NAMBLA, uključujući panele 1984. i 1986., te na drugom 1994. o pomaganju grupi u strategiji promjene imena da bi im pomogao oko njihovog imidža.

## Rani život

### Mladost: 1912. do 1929. godine
Hay je rođen 7. travnja 1912. u obalnom gradu Worthing u Sussexu, na jugoistoku Engleske (na 1 Bath Roadu, tada poznatom kao "Colwell") Odgojen u američkoj obitelji više srednje klase, bio je nazvan po svom ocu Harryju Hayu, starijem, rudarskom inženjeru koji je radio za Cecil Rhodes prvo u Witwatersrandu u Južnoj Africi, a zatim u Tarkwi u Gani.  Njegova majka, Margaret Hay (rođena Neall), katolikinja, odgojena je u bogatoj obitelji među američkim iseljenicima u Johannesburgu, Južna Afrika, prije vjenčanja u travnju 1911. Hay starija je krstila na vjenčanju, a njihova su djeca odgajana u katoličkoj vjeri.
Njihovo drugo dijete, Margaret "Peggy" Caroline Hay, rođeno je u veljači 1914., ali nakon izbijanja Prvog svjetskog rata obitelj se preselila u sjeverni Čile, gdje je Hayu starijem ponuđen posao upravljanja rudnikom bakra u Chuquicamati od strane Tvrtke Anaconda obitelji Guggenheim.
U Čileu je Hay mlađi obolio od bronhijalne upale pluća, što je rezultiralo trajnim ožiljkom na plućima. U svibnju 1916. godine rođen mu je brat John "Jack" William.  U lipnju 1916. Hay stariji sudjelovao je u industrijskoj nesreći, što je rezultiralo amputacijom noge. Kao rezultat toga, dao je ostavku na svoje mjesto i obitelj se preselila u Kaliforniju u Sjedinjenim Državama. U veljači 1919. preselili su se na 149 Kingsley Drive u Los Angelesu, a Hay stariji kupio je farmu citrusa od 30 hektara u Covini, također ulažući velika sredstva na burzu. Unatoč bogatstvu, Hay, stariji nije razmazio sina i natjerao ga da radi na farmi. Hay je imao zategnute odnose sa svojim ocem, kojeg je nazvao "tiranskim". Hay stariji tukao bi svog sina zbog stvari koje je on smatrao nedopuštenim, a Hay je kasnije posumnjao da ga otac nije volio zbog ženstvenih osobina. Na njega je posebno utjecala jedna prilika kada je primijetio da je njegov otac počinio činjeničnu pogrešku: "Ako je moj otac mogao pogriješiti, onda bi učitelj mogao pogriješiti. A ako bi učitelj mogao pogriješiti, onda bi svećenik mogao biti pogrešno. A ako bi svećenik mogao pogriješiti, možda bi čak i Bog mogao pogriješiti."
Hay je upisan u osnovnu školu Cahuenga, gdje je briljirao na studiju, ali su ga maltretirali. Počeo je eksperimentirati sa svojom seksualnošću, a u dobi od devet godina sudjelovao je u seksualnoj aktivnosti s dvanaestogodišnjim dječakom iz susjedstva. Istodobno je rano razvio ljubav prema prirodnom svijetu i postao zagriženi ljubitelj prirode. Volio je šetnje divljinom oko grada.  S 10 godina upisan je u Virgil Junior High School, a ubrzo nakon toga pridružio se dječačkom klubu poznatom kao Western Rangers, kroz koji je razvio interes za indijanske kulture i tražio veze sa zajednicama Hopi i Sioux. Postajući upornim čitateljem, 1923. počeo je volontirati u javnoj knjižnici, gdje je otkrio primjerak knjige Edwarda Carpentera The Intermediate Sex. Čitajući je, prvi je put otkrio riječ homoseksualac i prepoznao da je homoseksualac. S dvanaest godina upisao se u srednju školu u Los Angelesu, gdje je nastavio čitati i razvio ljubav prema kazalištu. Odbacivši katoličanstvo,  ostao je u školi tri obvezne godine prije nego što je odlučio ostati još dvije. U tom je razdoblju sudjelovao u školskoj pjesničkoj grupi, postao predsjednik države Kalifornijske federacije za stipendije, predsjednik školskog debatnog i dramskog društva, te se natjecao na natječaju za govorničko društvo Južne Kalifornije, kao i pridružio se Korpusu za obuku pričuvnih časnika.
Tijekom ljetnih praznika, Hayov otac poslao ga je na posao na stočarski ranč svog rođaka u dolini Smith u državi Nevada. Ovdje su ga kolege s ranča koji su bili članovi industrijskih radnika svijeta ("Wobblies") upoznali s marksizmom. Dali su mu knjige i brošure koje je napisao Karl Marx, pa je Hay prihvatio socijalizam. Doznao je o muškarcima koji imaju spolne odnose s drugim muškarcima kroz priče na ranču, govoreći mu o napadima na rudare koji su pokušali dodirnuti muškarce s kojima su dijelili spavaonice. Hay je ispričao priču da je 1925. bio pozvan na lokalno okupljanje domorodaca, gdje je upoznao proroka Ghost Dancea Wovoka Hayova obitelj imala je dokumentiranu, krvavu vezu s Wovokom i Ghost Dance pokretom. Godine 1890. pogrešno tumačenje rituala Ghost Dance kao ratnog plesa indijskih agenata dovelo je do pokolja kod Wounded Kneea. Hayov praujak Francis Hardie nosio je zastavu Treće konjanice na Wounded Kneeu. S četrnaest godina Hay je odnio svoju sindikalnu iskaznicu u ured za zapošljavanje u San Franciscu, uvjerio sindikalne dužnosnike da ima 21 godinu i zaposlio se na teretnom brodu. Godine 1926., nakon iskrcavanja u zaljevu Monterey, upoznao je 25-godišnjeg trgovca-pomorca po imenu Matt i imao s njim spolne odnose. Matti ga je upoznao s idejom homoseksualaca kao globalnog "tajnog bratstva".  Hay će se kasnije nadovezati na ovu ideju, u kombinaciji sa staljinističkom definicijom nacionalističkog identiteta, kako bi tvrdio da homoseksualci čine "kulturnu manjinu".

## Napomene
1. ↑  Josif Staljin izjavio je u  Marksizam i nacionalno pitanje  da je nacija "povijesno razvijena, stabilna zajednica jezika, teritorija, ekonomskog života i psihološke građe koja se očituje u zajednici kulture" (Staljin, citirano u Hay / Roscoe, str. 41). Hay je ustvrdio da su homoseksualci manifestirali dva od četiri kriterija, jezik i zajednički psihološki sastav, te se tako kvalificirali kao kulturna manjina (Hay/Roscoe, p. 43).